# فندق‌شکن (فیلم ۱۹۸۲)
فندق‌شکن (انگلیسی: Nutcracker) فیلمی بریتانیایی در سبک درام محصول سال ۱۹۸۲ است. داستان فیلم که در دوره جنگ سرد رخ می‌دهد، در مورد یک رقصنده باله اهل شوروی است که در تلاش است که به سوی غرب روی بیاورد و مقیم لندن شود.